# 北郊农场桥站
北郊农场桥站位于中国北京市昌平区回龙观街道回龙观村龙域东一路与规划回创路交叉口，是北京地铁13-18北段贯通线的地铁车站。该站是第一座主体结构完全位于回龙观街道辖域内的地铁车站，未来可换乘19号线、市郊铁路东北环线。

## 位置及名称

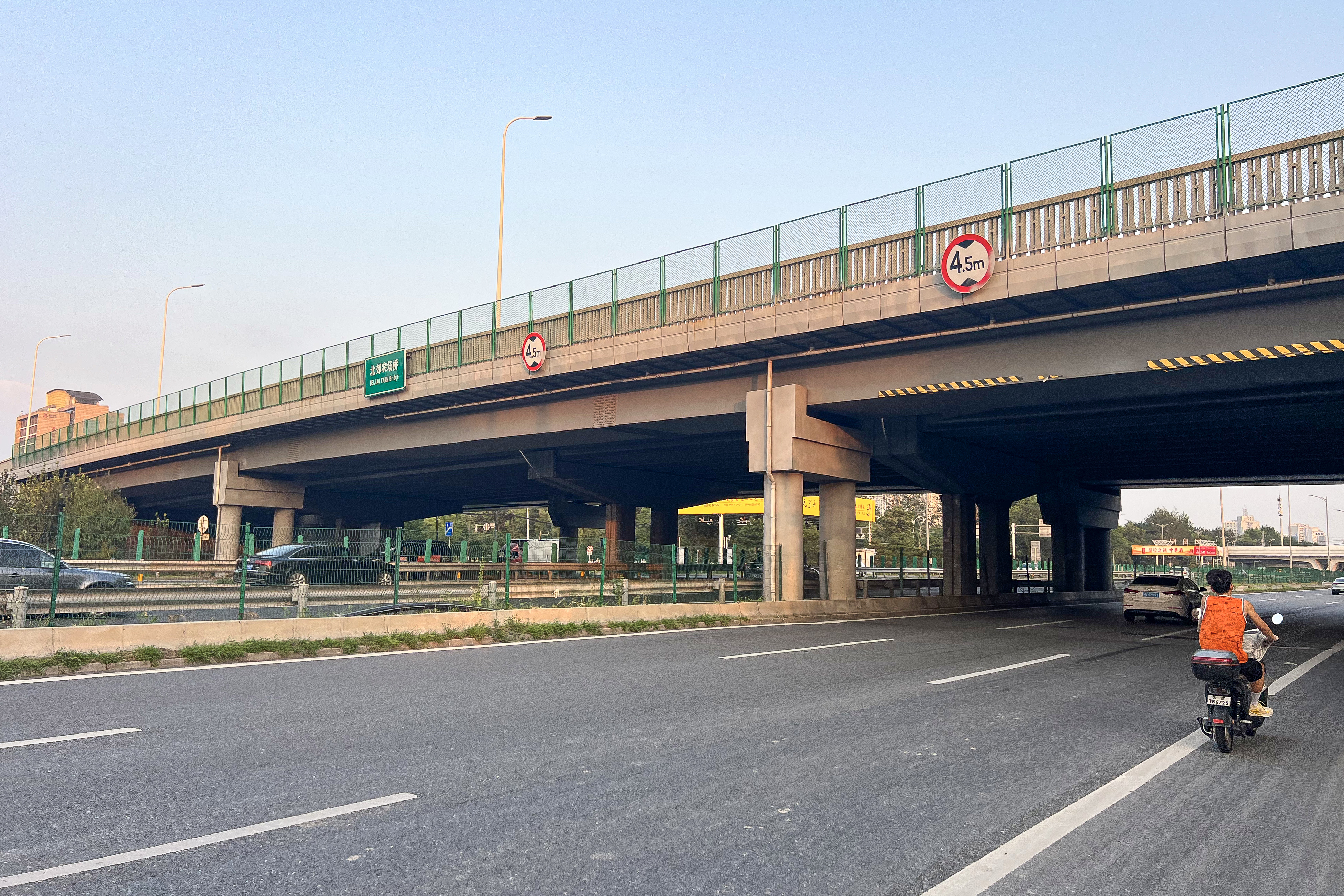
本站最终以其东侧的北郊农场桥命名

本站位于京藏高速公路西辅路与回龙观至上地自行车专用路（及其南侧的既有13号线路轨）交叉处的西北方向，东侧为回龙观西大街（当地将回龙观东-西大街俗称为“十里长街”）上跨京藏高速及其辅路的北郊农场桥，该立交桥1996年建成以来长期是连通回龙观地区与北京市区的重要通道（在地铁8号线北段通车前更是除地铁13号线外回龙观前往城区的唯一通道），以及制约回龙观联外交通的一大瓶颈。车站本身占地为回龙观街道回龙观村。
车站南侧为原回龙观村域地块（代号“1818地块”）的旧村改造项目以及旧城保护定向安置房，即“龙域新城”或“1818街区”，与本站所在地隔双沙铁路相望；车站西北方向则为二拨子村。
北郊农场桥自身则因1955年开始以“北郊畜牧场”之名筹建、1959年4月19日正式定名的北郊农场而得名:7-8:29-33。1983年撤销人民公社后，昌平县曾在北郊农场范围设立县辖区“回龙观区”，回龙观区公所暨北郊农场办公楼便位于现北郊农场桥东北侧，该建筑现称“龙冠大厦”:525-526。截至2025年，北京市北郊农场有限公司仍然以首农食品集团全资子公司的形式存续。

## 历史
2022年11月10日，北京地铁13号线04标项目新龙泽站首幅地连墙正式开工。
2025年3月20日，北京市规划和自然资源委员会公布13号线扩能提升工程命名预案，拟将本站命名为龙域站，命名缘由为“周边道路多以‘龙域’命名”。
2025年5月，本站被纳入19号线二期工程（北延及北延支线）土建施工03合同段。
2025年8月18日，北京市规划和自然资源委员会发布地名公告，将本站正式命名为北郊农场桥站。在上述公告发布前后，北京市规自委收到多条来自龙域片区居民的质疑，8月19日在对上述意见的回复中称，较多群众在公示过程中反映该站位于原二拨子村与龙域地区的交界位置，如以这两个片区的名称对车站进行命名容易引发两区域的攀比和矛盾，另有公众意见提出该站入口临近北郊农场桥及对应公交车站，市规自委认为“北郊农场桥站”这一名称“指位更清晰、更有辨识度，且既有历史底蕴，又具现实意义”，且以桥梁而非企业名称命名。

## 车站结构
13、18号线北郊农场桥站为总长532米、局部宽度54米的地下两层双岛四线明挖车站，待建的19号线车站则为地下三层明挖岛式车站。
|                                |  | █ 13号线往马连洼（东北旺）         |
| 島式 · ↑開左邊车门 ↓開右邊车门 |  |                                    |
|                                |  | █ 18号线往车公庄（西二旗）         |
|                                |  | █ 18号线往天通苑东（回龙观西大街） |
| 島式 · ↑開右邊车门 ↓開左邊车门 |  |                                    |
|                                |  | █ 13号线往东直门（龙泽）           |

|                   |  | █ 19号线往生命谷（生命科学园南） |
| 島式 · 開左邊车门 |  |                                  |
|                   |  | █ 19号线往海子角（西三旗）       |

## 出入口
北郊农场桥站计划设6个出入口。